# 智利埃斯库多
智利盾是智利在1960年至1975年间所用货币及其基本单位的名称，货币符号为“Eº”。每盾可分为100分（centésimos）。1960年以1盾兑1000比索的比率收兑旧币，1975年被以1比索兑1000盾收兑。